# Виндзор-Клайв, Гарриет, 13-я баронесса Виндзор
Гарриет Виндзор-Клайв, 13-я баронесса Виндзор (англ. Harriet Windsor-Clive, 13th Baroness Windsor; 30 июля 1797 — 9 ноября 1869) — британская дворянка, предпринимательница и благотворительница в районе Пенарта и Кардиффа в Южном Уэльсе. Она, вероятно, наиболее известна развитием дока Пенарт в конкуренции с доками маркиза Бьюта в Кардиффе, а также своими благотворительными пожертвованиями в этом районе. Дочь 5-го графа Плимута, она получила титул 13-й баронессы Виндзор в 1855 году после смерти сестры и брата.

## Предыстория
Гарриет Виндзор родилась 30 июля 1797 года в Лондоне. Третий ребёнок и вторая дочь Отера Хикмэна Виндзора, 5-го графа Плимута (1751—1799), и достопочтенной Сары Арчер (1762—1838).
19 июня 1819 года она вышла замуж за Роберта Генри Клайва (1789—1854), члена парламента от Ладлоу, Шропшир. Роберт Генри Клайв скончался в 1854 году, а в 1855 году (после смерти старшей сестры) Гарриет Клайв получила титул 13-й баронессы Виндзор после того, как этот титул находился в бездействии с 1833 года. Она официально изменила свое имя на Гарриет Виндзор-Клайв в ноябре 1855 года. У супругов было несколько детей, в том числе:
- Достопочтенная Генриетта Сара Виндзор-Клайв (1820 — 30 января 1899), акварелистка, в 1853 году вышедшая замуж за Эдварда Хасси из замка Скотни.
- Достопочтенный Роберт Виндзор-Клайв (1824—1859), также член парламента от Ладлоу и Южного Шропшира. Был женат на леди Мэри Бриджмен, дочери Джорджа Бриджмена, 2-го графа Брэдфорда.
- Достопочтенная Мэри Виндзор-Клайв (ок. 1829 — 16 июня 1873), умершая незамужней.
- Достопочтенный Джордж Виндзор-Клайв (12 марта 1835 — 26 апреля 1918), подполковник, член Палаты общин от Ладлоу. Был женат на Гертруде Альбертине, дочери Чарльза Трефузиса, 19-го барона Клинтона.
- Достопочтенный Уильям Виндзор Виндзор-Клайв (11 августа 1837 — 24 сентября 1857), умерший неженатым.
- Достопочтенная Виктория Александрина Виндзор-Клайв (1839 — 18 июля 1920), в 1874 году вышедшая замуж за преподобного Эдварда Фарингтона Клейтона, ректора Ладлоу.

После внезапной смерти их брата, Отера Виндзора, 6-го графа Плимута в 1833 году, Гарриет и её сестра Мария стали сонаследницами поместья своего отца, известного как Плимутское поместье. Он охватывал землю в Гламоргане, на которой сейчас построены город Пенарт и пригород Кардиффа Грейнджтаун. Сюда также входил замок Сент-Фаганс, семейная резиденция в этом районе. Поскольку Гарриет была любимой сестрой, ей досталась большая часть поместья графа Плимута, включая Хьюэлл-Грейндж в Вустершире и замок Сент-Фэганс. Ранее проживавшая в Эссексе, Гарриет переехала в Кардифф, пока её права на замок Сент-Фэганс восстанавливалась. Когда реставрация была завершена, они жили в Хьюэлл-Грейндж, но часто посещали Сент-Фэганс.

## Деловые интересы

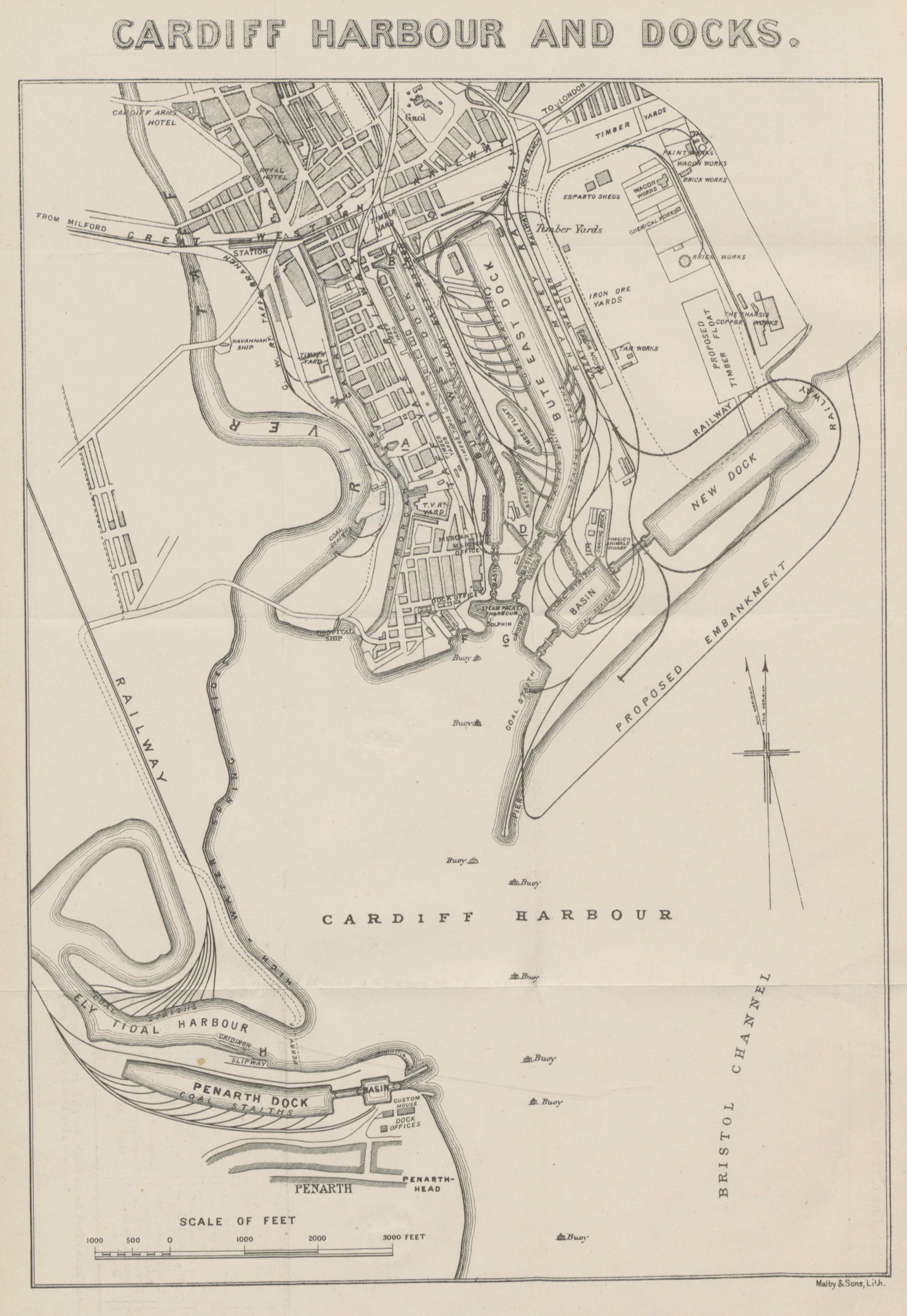
Карта гавани Кардиффа 1882 года с доком Пенарта на юге и первыми улицами Грейнджтауна, показанными слева от карты.

### Док Пенарт
В 1855 году баронесса Виндзор основала компанию Penarth Harbour Company, чтобы построить на своей земле пристань для Пенарта. Она намеревалась конкурировать с новыми доками Кардиффа, которые разрабатывались 2-м и 3-м маркизом Бьютом. Доки, изгибающиеся между Пенарт-Хедом и рекой Эли, были завершены к 1865 году. Баронесса Виндзор должна была провести церемонию открытия 10 июня 1865 года, но не успела появиться вовремя, чтобы встретить прилив. Председатель железной дороги Тафф-Вейл (которая была арендатором дока) извинился перед баронессой и провел церемонию. Баронесса Виндзор подала прошение (безуспешно) против законопроектов о доке Бьюта, но доки Пенарта, тем не менее, добились успеха, экспортируя 900 000 тонн угля в год к 1870 году.

### Грейнджтаун
В 1857 году баронесса получила закон, разрешающий ей развивать свои земли на Кардиффском берегу реки Эли. Новый жилой комплекс должен был называться The Grange, и теперь известен как Grangetown, один из первых пабов, работавший с 1860-х по 2008 год на Пенарт-роуд, назывался The Baroness Windsor.

## Филантропия
После ее смерти баронессу Виндзор хвалили ее как «простую и ненавязчивую в своих манерах» и щедрую на благотворительные цели. The Cardiff and Merthyr Guardian писала: «В каждом движении, которое способствовало благополучию окружающих, ее большие пожертвования выражали её симпатия к ним».
Она оплатила строительство церкви Святого Фагана в Трециноне недалеко от Абердара (1852—1853), затем, когда она сгорела в 1856 году, оплатила ее строительство во второй раз. Она внесла свой вклад в восстановление ряда церквей в районе Кардиффа, в том числе церкви Святой Марии в Сент-Фагансе, Радира Святого Иоанна Крестителя и собора в Лландаффе. Национальные школы в Абердаре и Пенарте также финансировались из ее кошелька. Незадолго до своей смерти она профинансировала строительство церкви Святого Филиппа в Уэбхите, Реддич, включая трехсветовой витраж над алтарем, однако она умерла до его освящения в феврале 1870 года.

## Смерть
Гарриетт Виндзор-Клайв умерла в Сент-Леонардс-он-Си, Сассекс, 9 ноября 1869 года, проболев несколько месяцев. Поскольку её старший сын умер ранее в том же году, ее поместье перешло к ее малолетнему внуку Роберту Виндзор-Клайву, который стал бароном Виндзором, а затем 1-м графом Плимутом, когда титул был возрожден в 1905 году.
Она была похоронена 16 ноября в церкви Бромфилда, Шропшир, в склепе вместе со своим покойным мужем и сыном. Магазины были закрыты на часть дня в Бромсгроуве, Ладлоу и Реддиче.